# Чжоу Хэян
Чжо́у Хэя́н (кит. упр. 周鹤洋, пиньинь Zhōu Hèyáng, род. 18 июня 1976) — китайский профессиональный игрок 9 дана по го, обладатель нескольких китайских титулов го.

## Биография
Чжоу Хэян получил разряд 1 профессионального дана по го в 1988 году и достиг 9 дана в 2001. Он начал изучать го в возрасте 8 лет. Когда ему было 11, Чжоу Хэян вошёл в состав национальной молодёжной сборной Китая по го вместе с Шао Вэйганом, Лю Цзином, Чаном Хао, Ло Сихэ и Ваном Лэйем. В это время Чжоу испытывал некоторые проблемы при игре, поскольку отличался буйным нравом, не любил проигрывать и при этом отставал от других членов команды. Благодаря тренеру команды У Юйлиню он оставался в сборной и за 18 месяцев смог догнать остальных и научиться играть спокойно и сосредоточенно. В 10-м и 13-м розыгрышах Кубка Fujitsu Чжоу смог победить Ли Чхан Хо, считавшегося сильнейшим в те годы.

## Титулы
Чжоу Хэян занимает 6 место по количеству завоёванных титулов го в Китае.
| Титул                     | Год        |
| ------------------------- | ---------- |
| Китай                     | 9          |
| Минжэнь                   | 2002       |
| Кубок Чанци               | 2006       |
| Кубок NEC                 | 1999       |
| Кубок Ahan Tongshan       | 2000, 2004 |
| Кубок CCTV                | 2003       |
| Синань Ван                | 2004       |
| Национальное первенство   | 1996, 1999 |
| Ранее существовавшие      | 1          |
| Цишэн                     | 2000       |
| Континентальные           | 2          |
| Кубок Asian TV            | 2003       |
| Кубок Agon (Япония-Китай) | 2005       |

Участвовал в финале розыгрыша
| Титул                        | Год        |
| ---------------------------- | ---------- |
| Китай                        | 9          |
| Минжэнь                      | 2003       |
| Тяньюань                     | 2005, 2008 |
| Кубок NEC                    | 2001, 2003 |
| Кубок Ahan Tongshan          | 1999       |
| Кубок Liguang                | 2001       |
| Национальное первенство      | 2001       |
| National Sports Mass Meeting | 2002       |
| Континентальные              | 1          |
| Кубок Agon (Япония-Китай)    | 2001       |
| Международные                | 2          |
| Кубок Fujitsu                | 2006       |
| Кубок Chunlan                | 2005       |